# Tập hợp trước khi làm việc

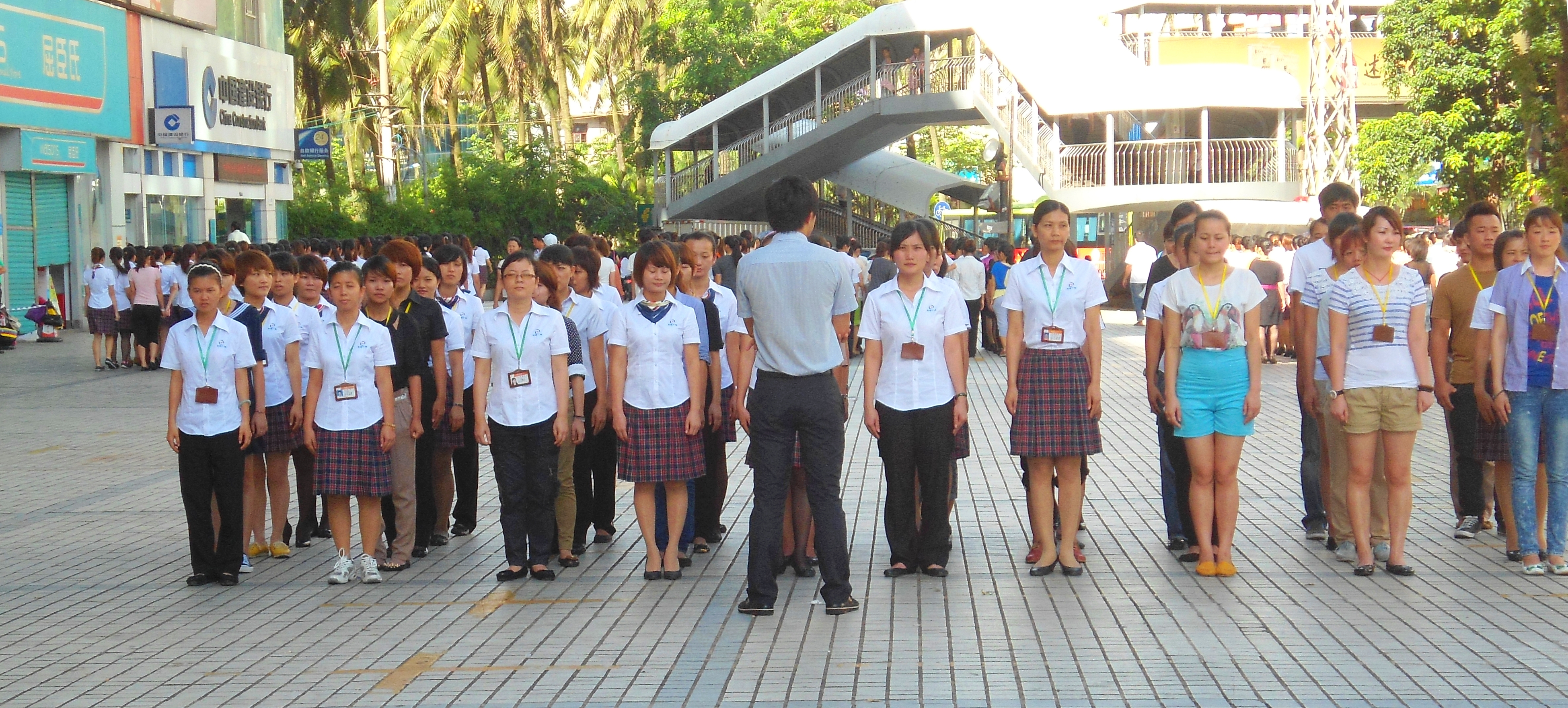
Nhân viên trung tâm thương mại đứng xếp hàng trước ca làm việc buổi sáng ở Hải Khẩu, Hải Nam, Trung Quốc.

Trên khắp Trung Quốc, nhiều tổ chức cho công nhân tập trung ngoài trời trước ca làm việc của họ để tập hợp trước khi làm việc. Họ đứng nghiêm trong đội hình, mặc đồng phục làm việc, được phân nhóm tùy theo vị trí trong công ty. Họ phải đối mặt với một hoặc hai nhà quản lý, người sẽ đưa ra chỉ dẫn, phê bình hoặc khuyến khích. Các nhóm tập hợp khác thì tham gia vào vũ đạo quảng trường. Một kiểu tập hợp ít phổ biến hơn là diễu hành.

## Hình ảnh
- Công nhân đang diễu hành
- Công nhân nhảy múa theo đội hình